# Fiskeriministre fra Færøerne
Fiskeriministeren (færøsk: landsstýrismaðurin í fiskuvinnumálum eller fiskimálaráðharrin) er medlem af Færøernes regering. 

## Fiskeriministre
| Periode   | Navn               | Parti               | Ministerium                              |
| --------- | ------------------ | ------------------- | ---------------------------------------- |
| 1959–1963 | Kristian Djurhuus  | Sambandsflokkurin   | Skatte-, fiskeri- og justitsministeriet  |
| 1963–1967 | Erlendur Patursson | Tjóðveldisflokkurin | Finans-, fiskeri- og justisministeriet   |
| 1967–1968 | Kristian Djurhuus  | Sambandsflokkurin   | Finans-, landbrug- og fiskeriministeriet |
| 1968–1970 | Villi Sørensen     | Javnaðarflokkurin   | Trafik- og fiskeriministeriet            |
| 1970      | Atli Dam           | Javnaðarflokkurin   | Trafik- og fiskeriministeriet            |
| 1970–1975 | Eli Nolsøe         | Sambandsflokkurin   | Fiskeri-, handels- og justisministeriet  |
| 1975–1979 | Petur Reinert      | Tjóðveldisflokkurin | Fiskeri- og kommunalministeriet          |
| 1979–1981 | Heðin M. Klein     | Tjóðveldisflokkurin | Fiskeri- og kommunalministeriet          |
| 1981–1983 | Olaf Olsen         | Fólkaflokkurin      | Fiskeri- og handelsministeriet           |
| 1983–1985 | Anfinn Kallsberg   | Fólkaflokkurin      | Fiskeri- og handelsministeriet           |
| 1989      | Anfinn Kallsberg   | Fólkaflokkurin      | Fiskeri- og kommunalministeriet          |
| 1989–1991 | Jógvan I. Olsen    | Sambandsflokkurin   | Fiskeri- og energiministeriet            |
| 1991–1993 | John Petersen      | Fólkaflokkurin      | Fiskeri- og landbrugsministeriet         |
| 1993–1994 | Thomas Arabo       | Javnaðarflokkurin   | Fiskeri- og industriministeriet          |
| 1994–1996 | Ivan Johannesen    | Sambandsflokkurin   | Fiskeri- og opdrætsministeriet           |
| 1996–1998 | John Petersen      | Fólkaflokkurin      | Fiskeriministeriet                       |
| 1998–2003 | Jørgen Niclasen    | Fólkaflokkurin      | Fiskerideministeriet                     |
| 2003–2004 | Jacob Vestergaard  | Fólkaflokkurin      | Fiskerideministeriet                     |
| 2004      | Johan Dahl         | Sambandsflokkurin   | Fiskeriministeriet                       |
| 2004–2008 | Bjørn Kalsø        | Sambandsflokkurin   | Fiskeriministeriet                       |
| 2008      | Tórbjørn Jacobsen  | Tjóðveldi           | Fiskeri- og ressurceseministeriet        |
| 2008–2011 | Jacob Vestergaard  | Fólkaflokkurin      | Fiskeriministeriet                       |
| 2011      | Johan Dahl         | Sambandsflokkurin   | Fiskeriministeriet                       |
| 2011–2012 | Jákup Mikkelsen    | Fólkaflokkurin      | Fiskeriministeriet                       |
| 2012–2015 | Jacob Vestergaard  | Fólkaflokkurin      | Fiskeriministeriet                       |
| 2015–2019 | Høgni Hoydal       | Tjóðveldi           | Fiskeriministeriet                       |
| 2019–     | Jacob Vestergaard  | Fólkaflokkurin      | Fiskeriministeriet                       |

## Eksterne links
- Statsministre og regeringer siden 1948 Arkiveret 27. februar 2012 hos  Wayback Machine

| Portal | Portal:Færøerne |